# Reprévision météorologique
Une reprévision est une technique de météorologie qui consiste à effectuer des prévisions numériques sur des situations passées et sur une grande profondeur de temps, avec une configuration d’un modèle de prévision météorologique fixée. Elles servent, par exemple, à constituer des bases d’apprentissage pour les erreurs du modèle, aidant ainsi à corriger les modèles et donc à fournir de meilleures prévisions météorologiques.

## Principe

En ordonnée l'échéance de prévision et en abscisse le temps. Chaque prévision (flèche rouge) donne l'état de l'atmosphère à plusieurs écheances futures. Les reprévisions consistent à refaire des prévisions sur des échéances passées.

On commence une reprévision depuis un ensemble d’états initiaux, pour lequel l’atmosphère et la surface correspondent aussi bien que possible à la réalité. Ces états initiaux sont le plus souvent issus d’une réanalyse. On lance ensuite la prévision de la même façon que s’il s’était agi d’une prévision classique, c’est-à-dire sans autre information sur l'atmosphère que celles antérieure à son état initial. On dispose alors de l’état prévu par le modèle et de l’état de référence. Cela permet d’évaluer l’erreur commise par le modèle et de la corriger avec des adaptations statistiques.
Une reprévision est généralement répétée sur plusieurs années, car cela permet de couvrir des situations variées, notamment des évènements extrêmes. On dira alors qu’elle reconstitue le climat de la prévision (à ne pas confondre avec le climat de l’atmosphère, donné lui par les réanalyses). Cela la distingue du rejeu, qui sert à étudier, a posteriori, une situation particulière.
Afin de représenter au mieux la loi de probabilité de la prévision, les reprévisions sont généralement faites pour des prévisions d’ensemble.

### Différences entre prévision, reprévision et rejeu; analyse et réanalyse

Illustration des différences entre prévision, reprévision et rejeu.

Une prévision consiste à prévoir le temps sur des situations futures, sans autre information que l’état initial de la prévision.
Un rejeu est la même chose qu’une prévision mais sur une situation passée que l’on souhaite étudier a posteriori.
Une reprévision est la même chose qu’un rejeu mais avec une profondeur temporelle beaucoup plus grande (plusieurs années) dans le but d’établir la climatologie du modèle.
Une analyse consiste à déterminer l’état de l’atmosphère le plus proche de la réalité à partir de toutes les informations disponibles au moment où elle est faite (observations et modèle). C'est le résultat de l'assimilation.
Une réanalyse consiste aussi à déterminer l’état de l’atmosphère le plus proche de la réalité, mais sur une grande profondeur de temps (plusieurs décennies) et en prenant soin d’homogénéiser les états sur toute la période.

## Mise en œuvre

### Données nécessaires pour faire une reprévision
Pour effectuer une reprévision, il faut disposer des états initiaux pour les prévisions sur toute la période voulue. Cela comprend les états d’atmosphère et les états de surface de référence. Lorsque cette initialisation est faite dans un passé lointain, elle est créée à partir d’une réanalyse (qui doit généralement être interpolée sur la grille du modèle). Lorsqu’elle est faite dans un passé proche, on peut recalculer une analyse ou utiliser une archive.
Dans tous les cas, ces états initiaux sont créés à partir d’un modèle numérique et d’observations. Il arrive que le modèle utilisé pour créer les états initiaux soit différent du modèle avec lequel la reprévision est faite. Une étape de préparation supplémentaire est alors nécessaire (changement de grille, recalcul de certaines variables…) pour éviter de biaiser les reprévisions.

### Façon "d'un bloc"
On dit qu’une reprévision est calculée "d’un bloc" lorsqu’on fait tous les calculs d’affilée. Cela présente l’avantage de disposer, une fois les calculs terminés, de la climatologie du modèle sur toute la période visée. En revanche, cela représente une charge forte en moyens de calculs et concentrée sur une période relativement limitée.

### Façon "au fil de l'eau"
On dit qu’une reprévision est calculée "au fil de l’eau" lorsqu’on fait les calculs petit à petit, de façon à disposer des données nécessaires pour la calibration : par exemple, chaque jour J, on calcule les reprévisions des jours J+15 des années précédentes. Cela présente l’avantage d’étaler la charge de calculs, et ainsi la rendre plus digeste, sans impact pour la plupart des usages. En revanche, les travaux se basant sur la totalité de la reprévision ne pourront se faire qu’une fois la reprévision complète.

### Génération de l’ensemble
Pour les reprévisions d’ensemble, il existe plusieurs manières de générer les membres d’un ensemble.
- Perturber une condition initiale fixe (par exemple avec des vecteurs singuliers)
- Disposer de plusieurs conditions initiales (par exemple avec la réanalyse ERA-5)[2]
- Perturber la physique du modèle (en tirant aléatoirement quelle paramétrisation physique va être appliquée)

Ces différentes manières ne sont pas équivalentes en termes de qualité de la dispersion et de coût de calcul. C’est pourquoi il est courant que la méthode utilisée varie d’une reprévision à une autre, suivant comment le compromis entre qualité attendue et ressources allouées a été arbitré.

## Exemples de reprévisions dans le monde

### Au Centre Européen de Prévision
Le CEPMMT maintient le modèle global IFS pour lequel il effectue une reprévision au fil de l’eau. Elle possède 11 membres et a une profondeur de 20 ans.

### Au Canada
Le Service Météorologique du Canada effectue une reprévision au fil de l’eau pour le modèle GEPS. Elle possède 4 membres et a une profondeur de 20 ans. Cependant les 4 membres ne sont pas toujours les mêmes et sont choisis de façon à balayer tous les choix possibles sur la période entière.

### Aux États-Unis
Le NCEP maintient le modèle GEFS pour lequel il effectue une reprévision d’un bloc. Elle possède 5 membres et a une profondeur de 30 ans, mais la reprévision n’est calculée que tous les 5 jours aux réseaux de 00h UTC et 12h UTC.

### En France
Météo-France maintient deux modèles numériques pour la prévision du temps : le modèle ARPEGE, global, et le modèle AROME, à aire limitée. Seul le modèle ARPEGE fait l’objet d’une reprévision. À chaque nouvelle version du modèle ARPEGE, une reprévision d'une profondeur de 20 ans est calculée. Elle possède 11 membres obtenus en perturbant uniquement la physique du modèle,.